# العلاقات الغيانية النيجيرية
العلاقات الغيانية النيجيرية هي العلاقات الثنائية التي تجمع بين غيانا ونيجيريا.

## مقارنة بين البلدين
هذه مقارنة عامة ومرجعية للدولتين:
| وجه المقارنة                                              | غيانا        | نيجيريا                     |
| --------------------------------------------------------- | ------------ | --------------------------- |
| المساحة (كم2)                                             | 214.97 ألف   | 923.77 ألف                  |
| عدد السكان (نسمة)                                         | 777.86 ألف   | 190.89 مليون                |
| الكثافة السكانية (ن./كم²)                                 | 3.62         | 206.64                      |
| العاصمة                                                   | جورج تاون    | أبوجا، لاغوس                |
| اللغة الرسمية                                             | لغة إنجليزية | لغة إنجليزية، اللغة اليوربا |
| العملة                                                    | دولار غياني  | نيرة نيجيرية                |
| الناتج المحلي الإجمالي (بليون دولار)                      | 3.68 مليار   | 375.77 مليار                |
| الناتج المحلي الإجمالي (تعادل القوة الشرائية) بليون دولار | 5.77 مليار   | 1.09 تريليون                |
| الناتج المحلي الإجمالي الاسمي للفرد دولار أمريكي          | 4.13 ألف     | 2.64 ألف                    |
| الناتج المحلي الإجمالي للفرد دولار أمريكي                 |              | 5.91 ألف                    |
| مؤشر التنمية البشرية                                      |              | 0.514                       |
| رمز المكالمات الدولي                                      | +592         | +234                        |
| رمز الإنترنت                                              | .gy          | .ng                         |
| المنطقة الزمنية                                           | 00           | ت ع م+01:00                 |

## منظمات دولية مشتركة
يشترك البلدان في عضوية مجموعة من المنظمات الدولية، منها:
| علم المنظمة | اسم المنظمة                                 | تاريخ انضمام غيانا | تاريخ انضمام نيجيريا |
| ----------- | ------------------------------------------- | ------------------ | -------------------- |
|             | مجموعة دول أفريقيا والكاريبي والمحيط الهادئ | ?                  | ?                    |
|             | مؤسسة التنمية الدولية                       | 4 يناير 1967       | 14 نوفمبر 1961       |
|             | الأمم المتحدة                               | 20 سبتمبر 1966     | 7 أكتوبر 1960        |
|             | منظمة التجارة العالمية                      | ?                  | ?                    |
|             | منظمة الشرطة الجنائية الدولية               | ?                  | ?                    |
|             | دول الكومنولث                               | ?                  | ?                    |
|             | المركز الدولي لتسوية المنازعات الاستشارية   | 10 أغسطس 1969      | 14 أكتوبر 1966       |
|             | الاتحاد الدولي للاتصالات                    | 8 مارس 1967        | 11 أبريل 1961        |
|             | البنك الدولي للإنشاء والتعمير               | 26 سبتمبر 1966     | 30 مارس 1961         |
|             | الاتحاد البريدي العالمي                     | ?                  | ?                    |
|             | منظمة حظر الأسلحة الكيميائية                | ?                  | ?                    |
|             | مؤسسة التمويل الدولية                       | 4 يناير 1967       | 30 مارس 1961         |
|             | وكالة ضمان الاستثمار متعدد الأطراف          | 18 يناير 1989      | 12 أبريل 1988        |
|             | يونسكو                                      | 21 مارس 1967       | 14 نوفمبر 1960       |

## وصلات خارجية
- موقع وزارة الخارجية الغيانية
- موقع وزارة الخارجية النيجيرية